# Anchoa scofieldi
Anchoa scofieldi är en fiskart som först beskrevs av Jordan och Culver, 1895.  Anchoa scofieldi ingår i släktet Anchoa och familjen Engraulidae. IUCN kategoriserar arten globalt som livskraftig. Inga underarter finns listade i Catalogue of Life.